# Elvis Now
Elvis Now é um álbum de Elvis Presley e que contém um de seus grandes sucessos no Brasil chamado "Sylvia". Como acontecia em quase todos os discos nos anos 1970 do rei do rock, ele sempre procurava adicionar alguma canção gospel no repertório de algum álbum, mesmo que a finalidade do trabalho não fosse exatamente essa, o exemplo desse álbum é "Miracle of the Rosary", outro exemplo de uma interpretação altamente técnica e emocional. Em "Help Me Make It Through The Night", Elvis e Felton Jarvis mudaram os arranjos, acelerando um pouco o seu ritmo, para dar mais consistência musical à canção.

## Faixas

### Versão original
| Lado UM |                                     |                       |         |  |
| N.º     | Título                              | Data de gravação      | Duração |  |
| 1.      | "Help Me Make It Through the Night" | 16 de maio de 1971    | 2:49    |  |
| 2.      | "Miracle of the Rosary"             | 15 de maio de 1971    | 1:52    |  |
| 3.      | "Hey Jude"                          | 22 de janeiro de 1969 | 4:31    |  |
| 4.      | "Put Your Hand in the Hand"         | 8 de junho de 1971    | 3:17    |  |
| 5.      | "Until It's Time for You to Go"     | 17 de maio de 1971    | 3:59    |  |

| Lado Dois |                                              |                     |         |  |
| N.º       | Título                                       | Data de gravação    | Duração |  |
| 1.        | "We Can Make The Morning"                    | 20 de maio de 1971  | 3:56    |  |
| 2.        | "Early Mornin' Rain"                         | 15 de março de 1971 | 2:57    |  |
| 3.        | "Sylvia"                                     | 8 de junho de 1970  | 3:18    |  |
| 4.        | "Fools Rush In (Where Angels Fear to Tread)" | 18 de maio de 1971  | 3:18    |  |
| 5.        | "I Was Born About Ten Thousand Years Ago"    | 4 de junho de 1970  | 3:12    |  |

## Paradas
| Críticas profissionais | Críticas profissionais |
| Avaliações da crítica  | Avaliações da crítica  |
| Fonte                  | Avaliação              |
| ---------------------- | ---------------------- |
| AllMusic               | [ 2 ]                  |
| MusicHound             | [ 3 ]                  |
| Rough Guides           | [ 4 ]                  |

| País           | Lista                | Posição |
| -------------- | -------------------- | ------- |
| Estados Unidos | Billboard Pop Albums | 43      |
| Reino Unido    | UK Albums Chart      | 12      |

## Músicos
- Elvis Presley: Voz, Violão e Piano
- James Burton: Guitarra
- Chip Young: Guitarra
- Charlie Hodge: Violão
- Norbert Putnam: Baixo
- Jerry Carrigan: Percussão e Bateria
- Kenneth Buttrey: Bateria
- David Briggs: Piano
- Joe Moscheo: Piano
- Glen Spreen: Órgão
- Charlie McCoy: Órgão, Harmônica e Percussão
- The Imperials, June Page, Millie Kirkham, Temple Riser e Ginger Holladay: Vocais